# Dienstordnung (Sozialversicherung)
Eine Dienstordnung (DO) ist bei den deutschen Sozialversicherungsträgern Grundlage einer – auslaufenden – besonderen Form des Arbeitsverhältnisses. Die einer Dienstordnung unterstehenden Angestellten (Dienstordnungsangestellte; DO-Angestellte) stehen in einem privatrechtlichen Arbeitsverhältnis, dem Dienstordnungsverhältnis, auf das jedoch aufgrund eines Arbeitsvertrages Grundsätze des Beamtenrechts Anwendung finden wie Besoldung, Beihilfe und Pension. DO-Angestellte sind keine sozialversicherungspflichtig Beschäftigten. Das Dienstordnungsrecht wurde zu Beginn des 20. Jahrhunderts für die Sozialversicherungsträger konzipiert und ist autonomes Satzungsrecht.

## Schließung des Dienstordnungsrechtes
Die meisten Beschäftigten bei den Sozialversicherungen in Deutschland sind Arbeitnehmer im öffentlichen Dienst. Bis 1993 durften Verträge mit Angestellten, die einer Dienstordnung unterstehen sollen, nur noch bei den gesetzlichen Krankenversicherungen (GKV) und den Berufsgenossenschaften als Trägern der gesetzlichen Unfallversicherung in Deutschland abgeschlossen werden. Seit 1993 ist dies bei der GKV nicht mehr erlaubt (§ 358 RVO), für die Berufsgenossenschaften seit 2023 nicht mehr. Die bestehenden Dienstordnungsverhältnisse bleiben unberührt und können noch geändert werden. Mit der Schließung des Dienstordnungsrechtes als einer Sonderform der Beschäftigungsverhältnisse im öffentlichen Dienst wird das öffentliche Dienstrecht vereinheitlicht. Im Gegenzug erhalten die Berufsgenossenschaften Dienstherrnfähigkeit (§ 147 Abs. 2 SGB VII). Sie dürfen grundsätzlich bis zu 20 Prozent ihrer Mitarbeiter im Beamtenverhältnis beschäftigen, weil sie auch hoheitliche Aufgaben wahrnehmen (Eingriffsverwaltung) und diese Aufgaben grundsätzlich Beamten vorzubehalten sind.

## Rechtsstellung
Dienstordnungsangestellte haben Versicherungsfreiheit wie die Beamten und sie müssen keine Beiträge zur gesetzlichen Kranken-, Pflege-, Renten- und Arbeitslosenversicherung abführen. Anstelle des Arbeitgeberanteils zur Sozialversicherung tritt die Fürsorgepflicht des Arbeitgebers in Form der Beihilfe und der Pension. An die Stelle des Arbeitnehmeranteils tritt die Selbstvorsorge in Form der privaten Absicherung, die der Bedienstete selbst z. B. durch Privatversicherungen sicherstellen muss. Daher sind die Entgelte von Tarifangestellten und DO-Angestellten (wie auch mit den echten Beamten) nicht vergleichbar, denn bei ihnen sind von vornherein keine Sozialabgaben im Bruttoentgelt enthalten. Dies setzt sich im Rentenalter insofern fort, als dass der Pensionär auch dann nur eine Teilsicherung erfährt und den verbleibenden Rest privat absichern muss. Familienangehörige sind – im Gegensatz zur gesetzlichen Krankenversicherung – nicht kostenfrei in der Kranken- und Pflegeversicherung mitversichert, auch sie müssen gesondert durch Privatversicherungen für den Fall der Krankheit für den Teil über die nur anteilig eintretende Beihilfe abgesichert werden.
Bundesunmittelbare Sozialversicherungsträger sind verpflichtet, bei der Aufstellung ihrer Dienstordnungen die Vorgaben des Bundesbesoldungsgesetzes und des Beamtenversorgungsgesetzes einzuhalten (Art. VIII § 1 des Zweiten Gesetzes zur Vereinheitlichung und Neuregelung des Besoldungsrechts in Bund und Ländern – 2. BesVNG). Dies bedeutet, dass sowohl die Bezahlung als auch die Altersversorgung ihrer Dienstordnungsangestellten der Besoldung und Versorgung von Bundesbeamten entsprechen muss und nicht darüber hinausgehen darf. Zu den bundesunmittelbaren Sozialversicherungsträgern zählen die Berufsgenossenschaften und größere gesetzliche Krankenkassen.
Für landesunmittelbare Sozialversicherungsträger gilt, dass die Dienstordnung die Besoldung und Versorgung der Dienstordnungsangestellten analog dem jeweiligen Landesrecht gestaltet sein muss (Art. VIII § 2 2. BesVNG).
Hierbei handelt es sich um zwingende gesetzliche Vorgaben, von denen der Sozialversicherungsträger nicht – auch nicht zugunsten der Dienstordnungsangestellten – abweichen darf.
Die Dienstordnungen der Sozialversicherungsträger treffen deshalb keine eigenen Besoldungs- und Versorgungsregelungen, sondern verweisen pauschal auf das für Bundes- bzw. Landesbeamte geltende Besoldungs- und Versorgungsrecht. Dies führt dazu, dass Dienstordnungsangestellte wie Beamte besoldet werden, obwohl sie rechtlich Arbeitnehmer sind.
Anders als ein Beamter steht der DO-Angestellte nicht in einem öffentlich-rechtlich Dienstverhältnis, sondern in einem privatrechtlichen Arbeitsverhältnis. Im Gegensatz zum Beamten wird er nicht ernannt, sondern schließt einen Arbeitsvertrag, dessen Gegenstand das Beamtenrecht und die jeweilige Dienstordnung ist. Das Arbeitsverhältnis zu seinem Arbeitgeber ist privatrechtlicher Natur. Rechtsstreitigkeiten zwischen einem Dienstordnungsangestellten und seinem Arbeitgeber werden deshalb von den Arbeitsgerichten und nicht von den Verwaltungsgerichten entschieden.
Inhalte von Tarifverträgen finden auf das Dienstordnungsverhältnis grundsätzlich keine Anwendung, außer die einzelne Dienstordnung sieht die Geltung von im Tarifvertrag günstigeren Regelungen ausdrücklich vor.
Bei den Dienstordnungen handelt es sich autonomes Recht der jeweiligen Sozialversicherungsträger, das aufgrund einer gesetzlichen Ermächtigung erlassen wird. Ermächtigungsgrundlagen sind §§ 351–358 Reichsversicherungsordnung (RVO) und §§ 144–147 Siebtes Buch Sozialgesetzbuch (SGB VII).

## Unfallversicherungsträger
Rechtsgrundlage für das Dienstordnungsrecht der Unfallversicherungsträger sind die §§ 144–147 SGB VII.
§ 144 SGB VII verpflichtet die Vertreterversammlungen der Unfallversicherungsträger, Ein- und Anstellungsbedingungen und die Rechtsverhältnisse der Angestellten zu regeln, soweit nicht die Angestellten nach Tarifvertrag oder außertariflich angestellt werden. Vor Aufstellung der Dienstordnung muss die Personalvertretung des Unfallversicherungsträgers angehört werden (§§ 144 Abs. 1 SGB VII). Die Dienstordnung bedarf der Genehmigung der Aufsichtsbehörde (§§ 144 Abs. 2 SGB VII).
Eine vergleichbare Regelung enthielt bereits das Gewerbe-Unfallversicherungsgesetz vom 5. Juli 1900. § 48 des Gesetzes bestimmte, dass die „Genossenschaftsversammlung […] eine Dienstordnung zu beschließen [hat], durch welche die Rechtsverhältnisse und allgemeinen Anstellungsbedingungen der Genossenschaftsbeamten geregelt werden. Diese Dienstordnung bedarf der Bestätigung durch das Reichs-Versicherungsamt.“
Zur Dienstordnung der Berufsgenossenschaften gehören ein Stellenplan sowie die Richtlinien für den berufsgenossenschaftlichen Dienst. Im Stellenplan werden die Zahl und die Wertigkeit der zur Verfügung stehenden Planstellen festgelegt. In den Richtlinien sind die Laufbahnen des mittleren, gehobenen und höheren Dienstes beschrieben. Außerdem ist in den Richtlinien  geregelt, welche persönlichen und fachlichen Voraussetzungen für eine Einstellung als Dienstordnungsangestellter erfüllt sein müssen.

## Landwirtschaftliche Sozialversicherung
Für die Dienstordnung der früheren Landwirtschaftlichen Berufsgenossenschaften, Landwirtschaftlichen Alterskassen und Landwirtschaftlichen Krankenkassen sowie der 2013 durch Fusion gegründeten Sozialversicherung für Landwirtschaft, Forsten und Gartenbau gelten die §§ 144–147 SGB VII entsprechend (§ 5 Satz 2 des Gesetzes zur Errichtung der Sozialversicherung für Landwirtschaft, Forsten und Gartenbau).

## Gesetzliche Krankenkassen
Die Dienstordnungen der Krankenkassen regeln die Rechtsverhältnisse der Angestellten, insbesondere den Nachweis ihrer fachlichen Befähigung, die Art der Anstellung, die Kündigung oder Entlassung und die Folgen der Nichterfüllung von Pflichten (§ 352 Satz 1 RVO). Sie enthalten einen Stellenplan und regeln, unter welchen Voraussetzungen Beförderungen erfolgen (§ 353 RVO).
Die Dienstordnung wird vom Vorstand der Krankenkasse aufgestellt. Sie bedarf der Zustimmung der Vertreterversammlung. Die zuständige Aufsichtsbehörde – bei bundesunmittelbaren Krankenkassen ist dies das Bundesamt für Soziale Sicherung – muss die Dienstordnung genehmigen. Entsprechendes gilt für Änderungen der Dienstordnung (§ 355 RVO).
Die Krankenkassen dürfen seit 1993 keine neuen Dienstordnungsverhältnisse mehr begründen (§ 358 RVO). Neue Arbeitsverhältnisse werden deshalb grundsätzlich auf Grundlage eines Tarifvertrags abgeschlossen. Für die noch bei den Krankenkassen beschäftigten DO-Angestellten gelten die §§ 349–358 Reichsversicherungsordnung.

## Verbände öffentlich-rechtlicher Körperschaften und deren Spitzenverbände
Eine den Dienstordnungs-Angestellen ähnliche Beschäftigtengruppe sind Beschäftigte von Verbänden öffentlich-rechtlicher Körperschaften einschließlich deren Spitzenverbänden und Arbeitsgemeinschaften, wenn sie nach beamtenrechtlichen Vorschriften oder Grundsätzen bei Krankheit Anspruch auf Fortzahlung der Bezüge und auf Beihilfe oder Heilfürsorge haben und Anwartschaft auf Versorgung bei verminderter Erwerbsfähigkeit und im Alter sowie auf Hinterbliebenenversorgung gewährleistet wird. Diese Beschäftigtengruppe ist von der Versicherungspflicht in der gesetzlichen Krankenversicherung, gesetzlichen Arbeitslosenversicherung und gesetzlichen Rentenversicherung befreit. Die Ansprüche ergeben sich aus dem zivilrechtlichen Arbeitsvertrag. Die Gewährleistung der Ansprüche muss gesichert sein. 
Solche Arbeitsverhältnisse finden sich unter anderem bei den kommunalen Spitzenverbänden. 

## Dienstordnungen der Sozialversicherungsträger in Österreich
Die fünf österreichischen Sozialversicherungsträger sowie der Dachverband stellen Körperschaften öffentlichen Rechts dar, besitzen jedoch keine Dienstherrenfähigkeit. Alle Bediensteten befinden sich somit nicht in öffentlich-rechtlichen, sondern in an sich regulären privatrechtlichen Dienstverhältnissen. Diese sind, im Gegensatz zu Vertragsbediensteten, nicht vollständig durchnormiert, jedoch bestehen besondere gesetzliche bzw. kollektivvertragliche Regelungen.
Der Dachverband hat aufgrund gesetzlicher Bestimmungen die Dienstverhältnisse im Wesentlichen durch Dienstordnung genannte Verordnungen zu determinieren; ebenso wird ihm Kollektivvertragsfähigkeit verordnet. In der Folge decken sich die – zwischen Arbeitsgeber- und Arbeitnehmervertretern geschlossenen – Kollektivverträge weitestgehend mit den verordneten Dienstordnungen.
Für drei wesentliche Gruppen von Beschäftigten werden getrennte Dienstordnungen erlassen: die Dienstordnung A (DO.A) für Verwaltungsbedienstete, die Dienstordnung B (DO.B) für Ärzte und Dentisten sowie die Dienstordnung C (DO.C) für bei den Sozialversicherungsträgern beschäftigte Arbeiter. Die Änderungen werden im Rechtsinformationssystem des Bundes vom Dachverband veröffentlicht.